# Palacio Braschi
El palacio Braschi es un edificio histórico de estilo neoclásico, situado en la ciudad de Roma, entre la Plaza Navona, Campo de' Fiori, el Corso Vittorio Emanuele II (Roma) y la piazza di S. Pantaleo. En la actualidad alberga el Museo de Roma, que abarca la historia de la ciudad en el período comprendido desde la Edad Media hasta el siglo XIX.

## Historia
El palacio fue construido por encargo del duque Luigi Braschi Onesti, sobrino del papa Pío VI, de acuerdo con el proyecto de Cosimo Morelli. En ese lugar se levantaba ya un palacio del siglo XVI que Giuliano da Sangallo el Joven había proyectado para Francesco Orsini. En 1790, Braschi adquiere este inmueble y ordena su demolición para erigir su proyecto desde cero. 
El Palacio contaba con la escalera más grande de Roma y la capilla del mismo fue diseñada por Giuseppe Valadier. 
La construcción fue suspendida en febrero de 1798, cuando las tropas napoleónicas ocuparon la ciudad hasta 1802 y confiscaron la recién adquirida colección de antigüedades que albergaba el palacio (aunque Braschi fue reembolsado por ello). En 1809, cuando Roma fue declarada ciudad imperial por Napoleón, el duque Luigi se trasladó al palacio y fue nombrado alcalde.
A su muerte en 1816, el palacio quedó sin terminar y los fondos de la familia para su construcción estaban agotados. En 1871 los herederos de Braschi vendieron el edificio al Estado italiano, que la convirtió en sede del Ministerio del Interior (actualmente trasladado al Palazzo del Viminale). Durante el período fascista italiano, fue utilizado como sede política por Benito Mussolini. Después de la guerra, albergó a 300 familias de refugiados y muchos de los frescos interiores resultaron dañados por los fuegos que se encendieron para mantener el calor. En 1949 el palacio pasó a las autoridades civiles y, tras una amplia restauración en 1952, se llevó a cabo la instalación del museo.
La entrada principal se encuentra en la Via San Pantaleo (entre la Piazza Navona y Corso Vittorio Emanuele). La sala ovalada en la entrada principal da a Via San Pantaleo, y conduce a la escalera monumental, con sus dieciocho columnas de granito rojo que vinieron de la galería construida por el emperador Calígula, a orillas del río Tíber. La escalera se encuentra decorada con esculturas antiguas y estucos de Luigi Acquisti inspiradas en el mito de Aquiles. En la plaza, en la esquina suroeste del palacio se encuentra la estatua de Pasquino.
El arquitecto neoclásico Giuseppe Valadier diseñó la capilla en la planta noble o primer piso. También diseñó la fachada de mármol blanco en la iglesia adyacente de San Pantaleo que da nombre a la plaza frente al Palazzo Braschi.

## Arquitectura
Es un palacio barroco-neoclásico de forma de trapezoide, el lado más grande está orientado directamente a Plaza Navona, el lado más pequeño está frente a la Piazza San Pantaleo, donde se encuentra la entrada principal. En el interior destaca un patio de forma cuadrangular, desde el donde se entra al actual museo y se encuentra la escalera barroca y  la sala de conferencias; de la misma manera se encuentra la colección de carruajes antiguos.